# Gwenn ha Du
Gwenn ha Du (Blanc i negre, nom de la bandera bretona) fou un grup armat bretó creat a final de 1930 a París per Celestin Lainé i Guillaume Berthou. També es pronuncià a favor de l'acció directa i publica un butlletí confidencial d'instrucció "militar" per a explicar els mètodes terroristes. La referència a Irlanda és clara, i el primer atac el 1932 va tenir lloc en un moment en què l'IRA va llançar una nova campanya d'atemptats a Anglaterra. Membres coneguts del grup foren Célestin Lainé, Francis Bayer du Kern, Meavenn, Hervé Le Helloco, Guillaume Berthou, Théophile Jeusset i Augustin Catelliot.
El juliol de 1932, es va decidir destruir un monument que consideraven que atemptava contra la consciència dels nacionalistes bretons: el monument que simbolitza la unió de Bretanya a França, de l'escultor Jean Boucher, a Rennes. La seva inauguració 20 anys abans va provocar la primera manifestació del Partit Nacionalista Bretó. Celestin Lainé fabricà una bomba a la seva habitació consistent en una llauna de llet condensada plena de nitroglicerina. El detonador consistia en un dipòsit de fusta. Olier Mordrel n'estava al corrent.

## Organització
Gwenn ha Du, que és vist pel govern com el braç armat del Partit Nacional Bretó, en realitat no tenia enllaços amb ells, tot i que els dirigents del PNB eren conscients de les seves activitats. Aquesta organització continua durant uns mesos les seves accions "terroristes". Un Kuzul Meur («Gran Consell» secret) va fer aparició en aquell moment, reunint representants del Partit Nacional Bretó, de Gwenn ha Du i de Bleun Brug. Anna Debeauvais afirma al seu llibre: Jo havia guardat els explosius al meu apartament el 1932, però com que Fransez Debeauvais qui se'n va fer càrrec, només havia d'assegurar-me que ningú no ho tocava.
Contràriament al que diu la llegenda fou Celestin Lainé, i no André Geffroy qui, el matí del 7 d'agost de 1932 posà l'explosiu al monument a la Unió de Bretanya a França, a la plaça de l'ajuntament de Rennes. El monument representa la duquessa Anna de Bretanya, de genolls davant el rei de França, i posà l'explosiu darrere el cap del rei de França. L'explosió va ocórrer a les 4 del matí i li va arrencar la massa de bronze del monument i trencà els vidres de cent metres al voltant. Poc després el grup reivindicà l'atemptat, aprofitant les cerimònies de celebració del quart centenari de la Unió, sota la presidència d'Édouard Herriot, president del Consell de ministres.

## Reaccions
L'Humanité, òrgan del Partit Comunista Francès, en la seva edició del 8 d'agost del 1932, va prendre partit pels autonomistes: El gros Herriot […] no ha parlat d'aixafament de la civilització celta per França, de l'abandonament cultural en què el país dominant ha deixat Bretanya, al negar-se a reconèixer la llengua del país, la destrucció de tota la cultura, difonent la ignorància. Reserva d'homes per massacrar a la guerra, és tot el que Herriot considera de Bretanya. El grup Gwenn ha Du era desconegut per a tots. La premsa regional i nacional els tractà de delinqüents, vàndals i bojos perillosos. Una de les activitats preferides dels líders de Breiz Atao consistia a fotografiar-se davant de l'estàtua destrossada. També és clar que aquestes accions tenien relació amb l'Alemanya i la República d'Irlanda. Celestin Lainé també publicà a la revista Stur un article que resumeix el seu credo sota el títol Les nostres dues bases, Irlanda i Prússia.

## Detencions
Ràpidament, les autoritats oficials suggereixen una mà estrangera (Alemanya). L'11 d'agost del 1932 sis militants autonomistes van ser arrestats, incloent Théophile Jeusset (que acabava de demanar un passaport per a Alemanya), i els germans Catteliot. Quatre dels detinguts va confessar que Guillaume Berthou els proporcionà la nitroglicerina. Aquest darrer fou condemnat per Kuzul Meur a exiliar-se a Marsella per haver denunciat molts bretons a la policia francesa. Els presoners es retractaren, després de més de cinquanta dies de detenció preventiva, i foren alliberats.

## Altres accions
El 20 de novembre de 1932, Celestin Lainé i dos sequaços van fer saltar la via fèrria entre Ingrandes i Champtocé-sur-Loire poc abans que el tren oficial del cap govern Edouard Herriot no creués les marques de Bretanya. El tren s'atura en els rails destrossats pels explosius. Herriot aleshores va anar a Nantes per a celebrar l'acte de la Unió de Bretanya a França. La policia va arrestar un dels sequaços, qui va confessar i va denunciar Lainé, a continuació, el segon sequaç, qui confessa i també denuncia Lainé. Finalment tothom fou alliberat. Alain Déniel, al seu llibre, narrant les seves gestes es pregunta sobre aquests fets: Tot això no deixa de ser molt preocupant i planteja interrogants sobre la naturalesa exacta de les relacions de la Policia amb alguns membres del moviment .
Altres atacs del grup foren:
- el 13 d'abril de 1936, coincidint amb el 20è aniversari de l'Aixecament de Pasqua, incendià les quatre prefectures (Rennes, Saint-Brieuc, Quimper i Nantes).
- el 18 de desembre de 1938 va fer explotar el moviment a la Federació Britano-Angevina a Pontivy, quatre dies després de les acusacions a Olier Mordrel i François Debeauvais. Mordrel explicà a les seves memòries que ell mateix proporcionà els explosius a Hervé Le Helloco, nebot d'un magistrat de la localitat.
- el 28 de febrer de 1939 posa una nova bomba a la prefectura de Quimper.

La policia francesa sospita que l'organització atacà una comissaria de Carhaix el 13 de maig de 1941, arran d'una declaració publicada a L'Heure bretonne enviada als membres del Consell Nacional de Vichy que els seus comandaments estaven preparats per a reprendre l'acció directa si en el traçat de la futura regió no es respectaven els límits tradicionals de Bretanya.